# Tudományos Fantasztikus Pop
A Tudományos Fantasztikus Pop a Supernem 2011-ben megjelent negyedik stúdióalbuma. Az album 14. helyezést ért el a MAHASZ Top 40 album-, DVD- és válogatáslemez-listáján.

## Az album dalai
| 1.    | Tudományos Fantasztikus Pop         | 3:44 |
| 2.    | Viszlát, szevasz                    | 3:58 |
| 3.    | Reggelig táncolni egy rossz cipőben | 3:17 |
| 4.    | Az világ                            | 4:27 |
| 5.    | Hova megy, ki?                      | 2:50 |
| 6.    | Rövid sláger                        | 0:18 |
| 7.    | Irány a moziba be!                  | 3:23 |
| 8.    | Elvileg                             | 2:05 |
| 9.    | Halkan, itt mások alszanak          | 3:14 |
| 27:21 |                                     |      |

## Közreműködők

### Supernem
- Papp Szabolcs – ének, basszusgitár, akusztikus gitár, producer
- Mózsik Imre – dobok
- Pulius Tibor – gitár
- Kubányi Bálint – billentyűk, ének a Rövid sláger c. számban

### Egyéb közreműködők
- Takács "Jappán" Zoltán – billentyűk

### Produkció
- Takács "Jappán" Zoltán – producer, felvételek, keverés, mastering
- Philipp László – mastering, felvételek
- Gyurcsek András – design

## Helyezések
| Lista (2011)                            | Helyezés |
| --------------------------------------- | -------- |
| Magyarország (MAHASZ Top 40 albumlista) | 14       |

## Külső hivatkozások
- A Supernem hivatalos oldala Archiválva 2011. július 22-i dátummal a Wayback Machine-ben